# Meat Puppets
 (août 2024).
Si vous disposez d'ouvrages ou d'articles de référence ou si vous connaissez des sites web de qualité traitant du thème abordé ici, merci de compléter l'article en donnant les références utiles à sa vérifiabilité et en les liant à la section « Notes et références ».
Meat Puppets est un groupe de rock américain, originaire de Paradise Valley, en Arizona. Formé en janvier 1980, il est composé de Curt Kirkwood (guitare-chant), son frère Cris Kirkwood (basse) et Derrick Bostrom (batterie). Le groupe, aux sonorités folk, country et punk rock, est considéré comme un des groupes précurseurs du grunge et dont Nirvana s'inspira.
Prolifiques en disques mais peu reconnus en dehors des États-Unis, les Meat Puppets verront trois de leurs chansons devenir mondialement connues grâce à l'album live de Nirvana MTV Unplugged in New York (1994), au cours duquel le célèbre trio de Seattle reprend avec les frères Kirkwood Oh Me, Plateau  et surtout Lake of Fire, chanson qu'adorait Kurt Cobain. 
L'album Too High to Die reste le plus gros succès de Meat Puppets. Sorti le 25 janvier 1994, cet opus a grandement bénéficié de l'intérêt du public après la sortie de l'album live de Nirvana et se place à la 62e place du classement du Billboard américain.
Meat Puppets a aussi influencé d'autres groupes de rock comme Soundgarden, Dinosaur Jr, Sebadoh et Pavement.

## Biographie

### Débuts (1980–1990)
Les membres commencent à jouer ensemble en répétant des titres de la collection de disques punk de Bostrom. En juin 1980, ils abandonnent leur premier nom The Bastion of Immaturity, et adoptent celui de Meat Puppets, nom d'une chanson de Curt Kirkwood sur leur premier album. Leurs premiers enregistrements (les EP In a Car et Meat Puppets) sont définitivement punk, dans le chant et la musique. Ils attirent l'attention du légendaire label punk SST qui sort leur premier disque en 1982. Ils rencontrent un grand succès avec sortie de leur deuxième album Meat Puppets II en 1983. L'album fait des Meat Puppets les figures de proue du label SST Records, aux côtés de Violent Femmes, The Gun Club et d'autres, et contribua à lancer le courant country-punk.
influencés notamment par les Byrds, les Grateful Dead et Lynyrd Skynyrd, ils composent Up on the Sun, un album aux allures hippies qui en sort en 1985. Après la sortie de Out My Way en 1986 le groupe est mis entre parenthèses : Curt se casse le doigt (en claquant la portière du van de tournée). L'accident repousse la sortie de l'album suivant, The Psychedelic Mirage, à l'année suivante en 1987.
L'album suivant Huevos, qui revient à des racines power trio sort moins de six mois après, à la fin de l'été 1987. Très minimaliste, en comparaison avec son prédécesseur, Huevos  est enregistré avec une urgence fougueuse, contient beaucoup de premières prises. Le nom de l'album signifie œufs en espagnol, mais aussi « testicules » en argot espagnol.  Les enregistrements ne prirent que quelques jours, et furent accompagnés de quelques dessins et peintures de Curt Kirkwood pour servir de pochette. L'album Monsters sort en 1989.

### Carrière sur les majors (1991–1995)

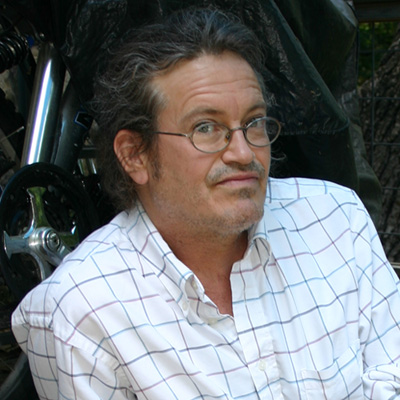
Cris Kirkwood.

Deux ans après leur dernier disque pour SST, le trio sort son premier album pour London Records : Forbidden Places. Après deux ans de pause, le groupe retourne en studio en 1993 et enregistre Too High to Die, produit par le guitariste des Butthole Surfers Paul Leary. Le titre Backwater, qui figure sur l'album, connaît le succès sur des radios alternatives. Too High to Die sera disque d'or : 500 000 exemplaires vendus, ce qui est plus que tous leurs autres disques réunis.
Cette même année, les Meat Puppets se retrouvent sur le devant de la scène et connaissent une célébrité soudaine quand Kurt Cobain (chanteur et guitariste de Nirvana) invite Cris et Curt Kirkwood à le rejoindre sur l'enregistrement lors de la session acoustique pour MTV de Plateau, Oh Me et Lake of Fire (toutes tirées de l'album Meat Puppets II). L'album qui s'ensuit en 1994, MTV Unplugged in New York, est en quelque sorte le chant du cygne pour Nirvana : en effet Kurt Cobain se suicide six mois après le concert. Lake of Fire devient culte en particulier en raison de l'interprétation poignante qui en est faite par Cobain. L'exposition dont bénéficie le groupe grâce à Nirvana et la force du titre Backwater font des Meat Puppets un groupe connu, dont les ventes augmentent.
En 1995 l'album No Joke! est le dernier enregistré par les Meat Puppets dans leur formation originale. Cris Kirkwood est désormais accro à l'héroïne, et son usage massif et régulier prend le contrôle de sa vie. Bien vite, les membres ne supportent plus cette situation. Sa femme et l'un de ses amis meurt d'overdoses chez lui à Tempe, Arizona, à cette période. Lorsque leur label découvre pour Cris et sa toxicomanie, il arrête de promouvoir No Joke!, qui rencontre de faibles chiffres de ventes.

### Première pause et retour (1996–2000)
Derrick enregistre un disque solo sous le nom de Today's Sounds en 1996 et en 1999 il se charge de sortir à nouveau les sept premiers disques des Meat Puppets sur Rykodiscs, ainsi que leur premier album live Live in Montana. Curt crée un nouveau groupe à Austin, au Texas, appelé d'abord The Royal Neanderthal Orchestra, mais change le nom en Meat Puppets pour sortir un disque promotionnel intitulé  You Love Me en 1999, puis Golden Lies en 2000 et un live en 2002. Le groupe se compose de Curt Kirkwood (guitare et chant), Andrew Duplantis (chant et basse), Kyle Ellison (chant et guitare) et Shandon Sahm (batterie).

### Séparation (2001–2005)
En 2001-2002, les Meat Puppets se séparent alors que Kirkwood sort des albums avec les groupes Eyes Adrift et Volcano. En 2005, il sort son premier album solo : Snow.
Son frère Cris est arrêté en décembre 2003 pour l'agression d'un agent de sécurité dans un bureau de poste. Le garde lui tire dessus durant l'altercation. On lui refuse la libération sous caution, en raison de ses antécédents de possession de drogue et violation de liberté conditionnelle : il écope d'une peine de prison et est libéré en juillet 2005.

### Deuxième retour (depuis 2006)

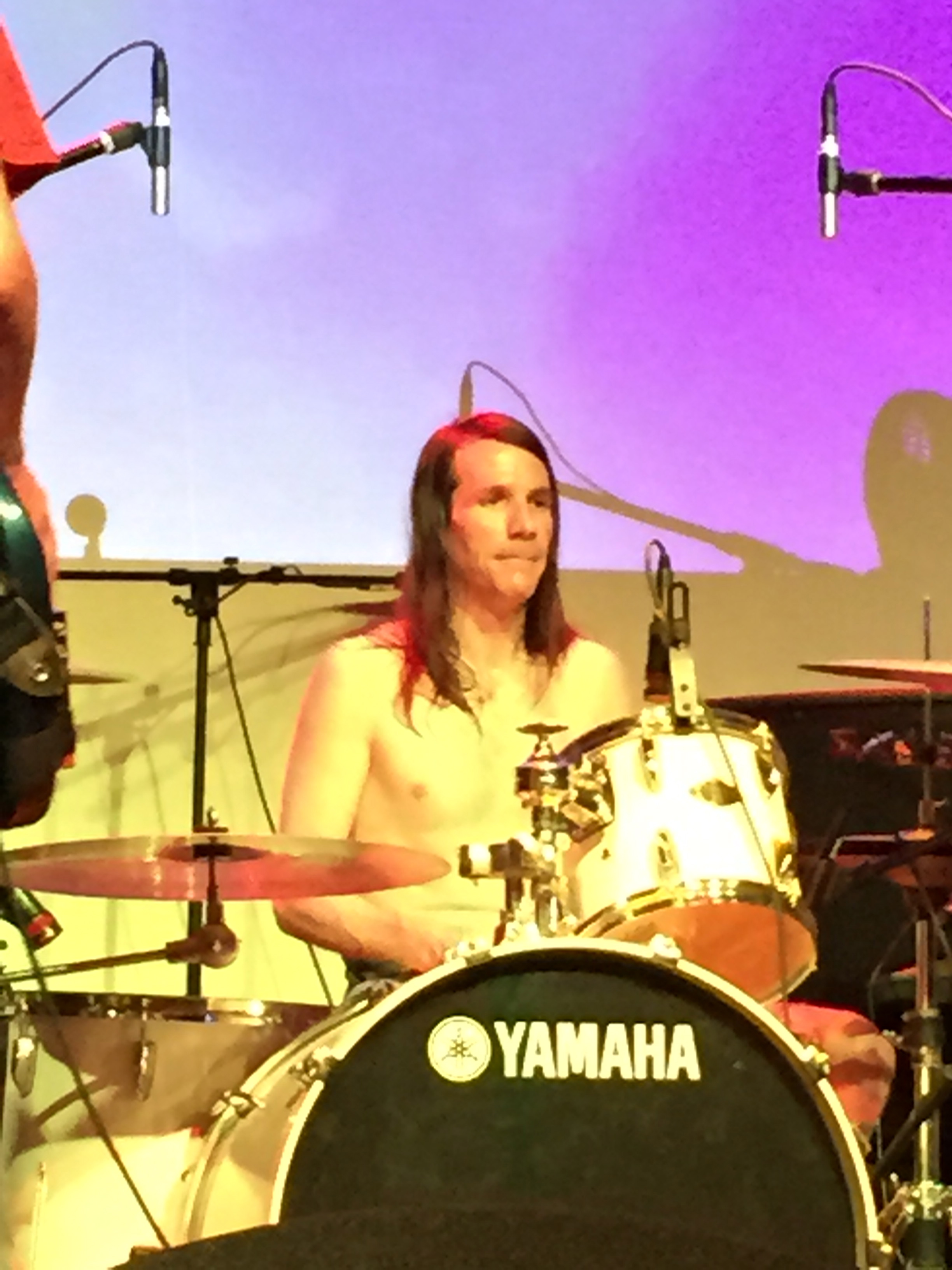
Shandon Sahm.

Le 24 mars 2006, Curt Kirkwood interroge ses fans sur sa page MySpace : « Question pour vous tous! Voulez vous une reformation des Meat Puppets avec les membres d'origine ? Donnez-moi votre avis ! » En quelques heures les réponses affluent : c'est un oui écrasant, et la rumeur de reformation imminente du groupe se répand. Cependant un message de Derrick Bostrom sur le site officiel des Meat Puppets dément.
Le 26 avril 2006, Billboard rapporte que les frères Kirkwood réuniraient les Meat Puppets sans le batteur original Derrick Bostrom. Le batteur de Primus, Tim Alexander, est annoncé pour le remplacer, puis le rôle est attribué à Ted Marcus. La formation enregistre un nouvel album en 2006, aucun titre ni aucun label pour le sortir n'ont encore été annoncés. Le 20 janvier 2007, les Meat Puppets jouent deux chansons durant un concert d'Army Of Anyone à Austin au Texas. En novembre 2009, Shandon Sahm revient à la batterie remplaçant Ted Marcus. Le groupe est choisi par Animal Collective pour jouer l'album 'Up on the Sun' au All Tomorrow's Parties pour mai 2011.
Leur treizième album, Lollipop, est publié le 12 avril 2011. The Dandies joue avec Meat Puppets pendant ses dates européennes en 2011. Au début de 2011, Elmo Kirkwood, fils de Curt Kirkwood et neveu de Cris Kirkwood, tourne régulièrement avec le groupe à la guitare rythmique . En juin 2012, un ouvrage intitulé Too High to Die: Meet the Meat Puppets de Greg Prato, est publié. En octobre 2012, le groupe annonce avoir terminé de nouveaux morceaux. Rat Farm, leur quatorzième album, est publié en avril 2013. En mars 2013, Meat Puppets ouvre pour Sound City Players au SXSW Festival d'Austin. En avril 2014, Meat Puppets termine sa tournée avec The Moistboyz.
Meat Puppets tourne avec Dean Ween en octobre 2016. La même année, Cris produit ou joue pour des artistes signés chez Slope Records — The Exterminators, the Linecutters, et Sad Kid.
En décembre 2018, le groupe annonce le retour de Derrick Bostrom à la batterie avec à la clé un nouvel album, le premier de la formation originale depuis No joke!.

## Membres

### Membres actuels
- Curt Kirkwood : chant, guitare (1980–1996, 1999–2002, depuis 2006)
- Cris Kirkwood : basse, chœurs (1980–1996, depuis 2006)
- Shandon Sahm : batterie (1999–2002, depuis 2009)

### Membres de tournée
- Troy Meiss : guitare (1994)
- Elmo Kirkwood : guitare (depuis 2011)

### Anciens membres
- Derrick Bostrom : batterie (1980–1996)
- Andrew Duplantis : basse (1999–2002)
- Kyle Ellison : guitare (1999–2002)
- Ted Marcus : batterie (2006–2009)

## Discographie

### Albums studio
- 1982 : Meat Puppets
- 1983 : Meat Puppets II
- 1985 : Up on the Sun
- 1987 : Mirage
- 1987 : Huevos
- 1989 : Monsters
- 1991 : Forbidden Places
- 1994 : Too High to Die
- 1995 : No Joke!
- 2000 : Golden Lies
- 2007 : Rise To Your Knees
- 2009 : Sewn Together
- 2011 : Lollipop
- 2013 : Rat Farm
- 2019 : Dusty Notes

### Compilations et live
- 1990 : No Strings attached (compilation)
- 1999 : Live in Montana (Concert enregistré les 7 & 8/12/1988 au Sundance Club à Bozeman et au Tap Hot Club à Missoula)
- 2002 : Live (Concert enregistré en février 2011 à Maxwells, Hoboken (New Jersey) et Higher Ground, Winooski (Vermont))
- 2004 : Classic Puppets (compilation)

### EP
- 1981 : In a Car
- 1986 : Out My Way
- 1999 : You Love Me